# 巴氏鯡鯰
巴氏鯡鯰，為輻鰭魚綱鯰形目北非鯰科的其中一種，分布於亞洲印度中央邦Indravati河流域，體長可達18公分，棲息在底層水域，生活習性不明。

## 擴展閱讀
維基物種上的相關：巴氏鯡鯰